# رودني مولين
رودني مولين (بالإنجليزية: Rodney Mullen)‏ (و. 1966  م) هو متزلج لوحي أمريكي، ولد في غينزفيل.

## التعليم
تعلم في جامعة فلوريدا.